# Rabangodu Selatan
Rabangodu Selatan is een bestuurslaag in het regentschap Bima van de provincie West-Nusa Tenggara, Indonesië. Rabangodu Selatan telt 3495 inwoners (volkstelling 2010).